# Tragia hieronymi
Tragia hieronymi är en törelväxtart som beskrevs av Ferdinand Albin Pax och Käthe Hoffmann. Tragia hieronymi ingår i släktet Tragia och familjen törelväxter. Inga underarter finns listade i Catalogue of Life.